# Басяку

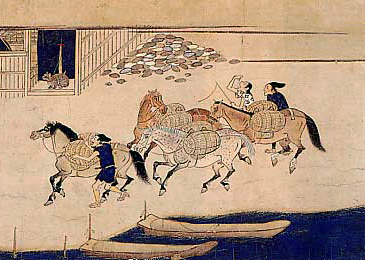
Перевізники басяку («Ілюстровані перекази монастиря Ісіяма», 14 століття).

Басяку (яп. 馬借, ばしゃく, «позичальник коней») — різновид підприємців у середньовічній Японії 11 — 17 століття, які займалися перевезенням товарів, використовуючи власних коней.

## Короткі відомості
Перші писемні згадки про басяку датуються 11 століттям. Вони діяли переважно у столичному регіоні Кінкі і були доступні у великих портах та постоях. 
В середньому один басяку мав 13 коней. Оплата його послуг становила від 1 до 4 то рису на 1 коку вантажу або 5% вартості вантажу.
Окрім перевезень басяку були зобов'язані підтримувати інфраструктуру доріг і мали монополію на продаж солі та кори дерев для покрівель у регіоні Кінкі. 
Для захисту своїх прав і отримання привілеїв від влади басяку об'єднувалися у союзи. Цей рух набув поширення у 15 столітті. 
Одні з найбільших союзів басяку існували у містах Оцу, Йодо і Ямадзакі. У 1466 році мав місце великий страйк басяку, що паралізував сполучення між Кіото і Нарою.